# Хайн (Гарц)
Хайн (нем. Hayn) — община в Германии, в земле Саксония-Анхальт.
Входит в состав района Зангерхаузен. Подчиняется управлению Росла-Зюдхарц. Население составляет 584 человека (на 31 декабря 2006 года). Занимает площадь 20,04 км².